# Mesopolobus modestus
Mesopolobus modestus is een vliesvleugelig insect uit de familie Pteromalidae. De wetenschappelijke naam is voor het eerst geldig gepubliceerd in 1914 door Silvestri.